# Пляжные крысы
«Пляжные крысы» (англ. Beach Rats) — американский художественный фильм Элизы Хиттман 2017 года.

## Сюжет
Фрэнки (Харрис Дикинсон) изо всех сил пытается вырваться из своей бруклинской жизни. Он распределяет свое время между новой девушкой (Мэделин Вайнштейн), друзьями и общением в интернете с мужчинами постарше, с которыми он встречается для секса и употребления наркотиков. Однако он не идентифицирует себя как гея ни со своей девушкой, ни с друзьями-мужчинами. Он просто «занимается сексом с мужчинами», по словам одного из его интернет-партнеров. Фрэнки пытается обособить свою жизнь, занимаясь сексом с мужчинами постарше, надеясь избежать тех, кто может случайно узнать его друзей. Однако это становится все труднее, поскольку, перемещаясь по району, он случайно сталкивается с ними или заманивает их на встречи для употребления наркотиков.

## В главных ролях

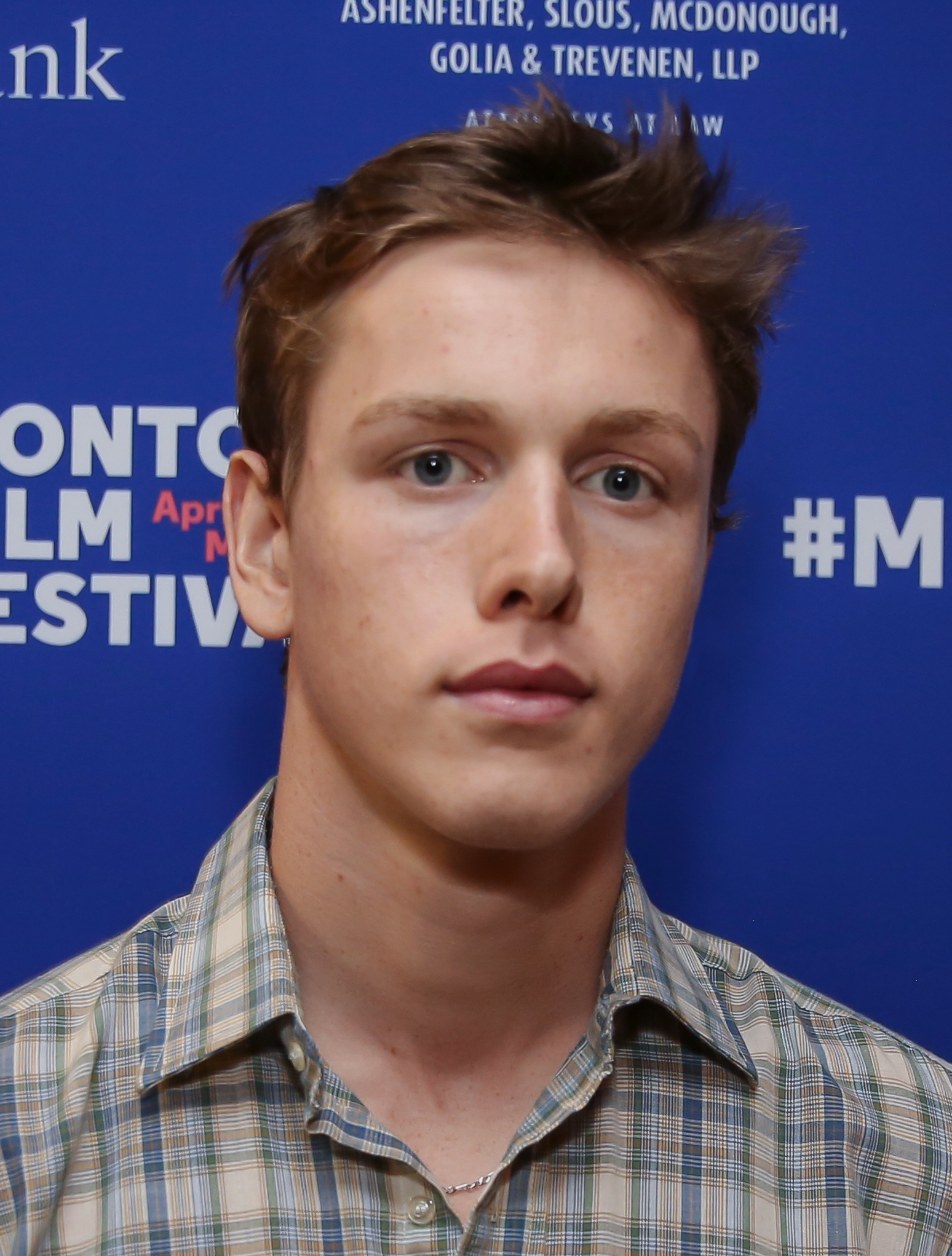
Харрис Дикинсон, исполнитель главной роли

- Харрис Дикинсон — Фрэнки
- Мэделин Вайнштейн — Симона
- Кейт Ходж — Донна
- Нил Хафф — Джо
- Николь Флиус — Карла
- Фрэнк Хакадж — Ник
- Давид Иванов — Алексей
- Антон Селянинов — Джесси
- Харрисон Шихан — Джереми
- Дуглас Эверетт Дэвис — Харри
- Эрик Потемпа — Майкл

## Оценка

#### Критика
Фильм был принят положительно критиками. Так, по данным агрегатора Rotten Tomatoes, «Пляжные крысы» получили 85 % положительных отзывов от кинокритиков (на основе 103 рецензий) и 57 % от зрителей (на основе оценок 2547 пользователей). Заключение агрегатора: «Сопереживающий и мощно сыгранный фильм „Пляжные крысы“ — это ясный, но мечтательный взгляд на подростковые потрясения молодого человека».

#### Награды и номинации
| Фестиваль                             | Дата церемонии     | Номинация                            | Номинант         | Результат |
| ------------------------------------- | ------------------ | ------------------------------------ | ---------------- | --------- |
| Chéries-Chéris                        | November 21, 2017  | Grand Prize                          | Beach Rats       | номинация |
| Deauville Film Festival               | September 10, 2017 | Grand Special Prize                  | Beach Rats       | номинация |
| Gotham Independent Film Awards        | November 27, 2017  | Breakthrough Actor                   | Harris Dickinson | номинация |
| Independent Spirit Awards             | March 3, 2018      | Best Male Lead                       | Harris Dickinson | номинация |
| Independent Spirit Awards             | March 3, 2018      | Best Cinematography                  | Hélène Louvart   | номинация |
| Hamburg Film Festival                 | October 14, 2017   | NDR Young Talent Award               | Eliza Hittman    | номинация |
| Independent Film Festival of Boston   | April 29, 2017     | Grand Jury Prize                     | Beach Rats       | победа    |
| L.A. Outfest                          | July 16, 2017      | Best Screenwriting in a U.S. Feature | Beach Rats       | победа    |
| Locarno International Film Festival   | August 12, 2017    | Golden Leopard                       | Beach Rats       | номинация |
| London Film Critics Circle Awards     | January 28, 2018   | Young British/Irish Performer        | Harris Dickinson | победа    |
| Montclair Film Festival               | May 6, 2017        | Future/Now Prize                     | Beach Rats       | победа    |
| Sarasota Film Festival                | April 9, 2017      | Jury Prize                           | Beach Rats       | номинация |
| Seattle International Film Festival   | June 11, 2017      | Grand Jury Prize                     | Beach Rats       | номинация |
| Stockholm International Film Festival | November 20, 2017  | Bronze Horse                         | Beach Rats       | номинация |
| Sundance Film Festival                | January 28, 2017   | Directing Award                      | Eliza Hittman    | победа    |
| Sundance Film Festival                | January 28, 2017   | Grand Jury Prize                     | Beach Rats       | номинация |